# Войткевич-Павлович Василь Ілліч
Василь Ілліч Войткевич-Павлович (нар. 1864 — 2 вересня 1927) — український правознавець.
Закінчив юридичний факультет Київського університету. Був присяжним повіреним Київської судової палати (з кінця 1890-х), одночасно працював юрисконсультом акціонерного товариства Київської міської залізниці.
Один із засновників, згодом і голова Товариства українських правників у Києві (1917—1919). Входив до правничої секції Українського наукового товариства. Був серед організаторів і викладачів Українського народного університету в Києві (1918−1919). З березня 1919 входить у Правничо-термінологічну комісію ВУАН, а з лютого 1921 — її секретар.
Укладач і редактор «Російсько-українського словника правничої мови» (1926).